# 捍衛任務系列
《捍衛任務》（英語：John Wick）是由頂峰娛樂製作的一系列美國新黑色動作驚悚片，創作者為德瑞克·柯斯達和查德·史塔赫斯基，而大衛·雷奇也在首部電影中擔任導演（未掛名）。該系列主要圍繞在由基努·李維飾演的退休殺手約翰·維克在復出後所引發的種種事件。
首部電影《捍衛任務》於2014年上映，並在全球獲得了8880萬美元的票房及普遍好評。續集《捍衛任務2：殺神回歸》於2017年上映，同樣獲得了成功的口碑。第三部電影《捍衛任務3：全面開戰》於2019年上映；《捍衛任務4》於2023年上映。四部電影口碑和商業上都取得了成功。

## 電影
| 電影                    | 上映日期       | 導演            | 編劇                                                        | 原著                   | 監製                                                    | 狀態     |
| ----------------------- | -------------- | --------------- | ----------------------------------------------------------- | ---------------------- | ------------------------------------------------------- | -------- |
| 《捍衛任務》            | 2014年10月24日 | 查德·史塔赫斯基 | 德瑞克·柯斯達                                               | 德瑞克·柯斯達          | 貝索·伊旺尼克、大衛·雷奇、 伊娃·朗歌莉亞和邁克·維特里爾 | 已上映   |
| 《捍衛任務2：殺神回歸》 | 2017年2月10日  | 查德·史塔赫斯基 | 德瑞克·柯斯達                                               | 德瑞克·柯斯達          | 貝索·伊旺尼克和艾莉卡·李                                | 已上映   |
| 《捍衛任務3：全面開戰》 | 2019年5月17日  | 查德·史塔赫斯基 | 德瑞克·柯斯達、沙伊·哈頓、 克里斯·柯林斯和馬爾克·阿布拉姆斯 | 德瑞克·柯斯達          | 貝索·伊旺尼克和艾莉卡·李                                | 已上映   |
| 《捍衛任務4》           | 2023年3月24日  | 查德·史塔赫斯基 | 沙伊·哈頓和麥可·芬奇                                        | 德瑞克·柯斯達          | 貝索·伊旺尼克 艾莉卡·李 查德·史塔赫斯基                 | 已上映   |
| 《捍衛任務：復仇芭蕾》  | 2025年6月6日   | 連恩·懷斯曼     | 艾莫芮德·芬諾和沙伊·哈頓                                    | 沙伊·哈頓              | 貝索·伊旺尼克 艾莉卡·李 查德·史塔赫斯基                 | 已上映   |
| 《未命名肯恩電影》      | 待公布         | 甄子丹          | 馬特森·湯姆林 （ 英语 ： Mattson Tomlin） Robert Askins                   | 甄子丹 查德·史塔赫斯基 | 貝索·伊旺尼克 艾莉卡·李 查德·史塔赫斯基                 | 前期製作 |
| 《未命名前傳電影》      | 待公布         | 香農·廷德爾     | 瓦内莎·泰勒                                                 | 瓦内莎·泰勒            | 貝索·伊旺尼克 艾莉卡·李 查德·史塔赫斯基 基努·里维斯     | 前期製作 |
| 《捍衛任務5》           | 待公布         | 查德·史塔赫斯基 | 待公布                                                      | 待公布                 | 貝索·伊旺尼克 艾莉卡·李 查德·史塔赫斯基 基努·里维斯     | 開發中   |

## 電視劇

### 《刺客旅館：捍衛任務世界》（2023）
2017年6月，宣布查德·史塔赫斯基和德瑞克·柯斯達打算推出一部有著《捍衛任務》角色的電視劇，獅門影業將其暫定名為《The Continental》。該劇主要敘述著電影中的大陸酒店，以及來到此休息的各種殺手、地下人士。同年，據報導，李維有望再次飾演約翰·維克一角。
2018年1月，該劇由Starz頻道負責發展。克里斯·柯林斯將擔任該劇的統籌和編劇，而大衛·雷奇、史塔赫斯基、李維都將擔任執行製片人；此外，史塔赫斯基也會執導試播集。

## 其他媒體

### 電子遊戲
2015年8月7日，獅門和Starbreeze Studios宣布，將合作開發改編自電影並以HTC Vive／Steam VR為主的第一人稱射擊VR遊戲。開發將由Grab Games主導，Starbreeze負責發行。遊戲於2017年2月9日發布，名為《John Wick Chronicles》，且當中還包括基於大陸酒店的獨立敘述。此外，約翰·維克的免費「角色包」和需收費的「武器包」於2016年10月20日在《劫薪日2》發布。
《捍衛任務3：全面開戰》在美國上映的前一天，《要塞英雄 大逃殺》中加入了以《捍衛任務》為主題的元素。
2019年5月，官方宣布了一款名為《捍衛任務Hex》的回合制戰略角色扮演遊戲，由邁克·比特爾開發並由獅門遊戲（Lionsgate Games）發行。該遊戲能讓玩家控制約翰·維克在各種任務中使用他的一系列技能來擊敗對手；伊恩·麥克夏恩藍斯·瑞迪克也回歸以配音的方式出演各自在電影中的角色。

### 漫畫
《捍衛任務》的漫畫迷你系列於2017年11月29日由Dynamite發布，其劇情由格雷格·帕克編寫，喬瓦尼·瓦萊塔（Giovanni Valletta）繪製。漫畫故事透露了約翰·維克的起源，以及首部電影前發生的事。

## 外部連結
- 互联网电影数据库（IMDb）上《捍衛任務》的资料（英文）
- 互联网电影数据库（IMDb）上《捍衛任務2：殺神回歸》的资料（英文）
- 互联网电影数据库（IMDb）上《捍衛任務3：全面開戰》的资料（英文）
- 互联网电影数据库（IMDb）上《捍衛任務4》的资料（英文）
- 互联网电影数据库（IMDb）上《捍衛任務：復仇芭蕾》的资料（英文）